# ルイス・モンティ
ルイス・フェルナンド・モンティ（Luis Fernando Monti, 1901年5月15日 - 1983年9月9日）は、アルゼンチン出身のサッカー選手、サッカー指導者。アルゼンチン代表としてFIFAワールドカップ 1930年大会に出場したのち、イタリア代表として1934年大会に出場して優勝した。ワールドカップ決勝に異なるチームでそれぞれ出場したことがある史上唯一の人物である。

## 経歴

### アルゼンチン
ボカ・ジュニアーズでプレイしていた1924年に初めて代表チームに招集された。1927年南米選手権で優勝、1928年アムステルダムオリンピックで銀メダルを獲得。1930年ワールドカップ・ウルグアイ大会では4試合すべてに出場した。モンティは準決勝のアメリカ合衆国戦で2ゴールを挙げ、アルゼンチンは決勝に進出したが、ウルグアイに2-4で敗れた。

### イタリア
1931年にイタリアのビッグクラブユヴェントスFCと契約を結んだ。当初、彼は太りすぎて本調子ではなかったが、一ヶ月の個別練習を経て調子を取り戻すと、1932年から1935年まで4シーズン連続のリーグタイトル獲得に貢献した。セリエAでは通算225試合に出場して19ゴールを挙げた。
1932年にイタリア代表に招集され、ホスト国として迎えた1934年ワールドカップ・イタリア大会で優勝した。モンティは再試合を含む5試合すべてに出場した。
大荒れに荒れた事によって記憶される、1934年11月14日のイングランドとの親善試合バトル・オブ・ハイベリーでは、開始わずか2分で足を折られて退場した。

## 代表歴
- 1924年 - 1930年 アルゼンチン代表 (16試合5得点)
  - 1927年 - 南米選手権 (優勝)
  - 1928年 - アムステルダムオリンピック (準優勝)
  - 1930年 - FIFAワールドカップ・ウルグアイ大会 (準優勝、4試合2得点)
- 1932年 - 1936年 イタリア代表 (18試合1得点)
  - 1934年 - FIFAワールドカップ・イタリア大会 (優勝、5試合0得点)